# П'єтроаса (Вилча)
П'єтроаса (рум. Pietroasa) — село у повіті Вилча в Румунії. Входить до складу комуни Валя-Маре.
Село розташоване на відстані 168 км на захід від Бухареста, 59 км на південний захід від Римніку-Вилчі, 37 км на північ від Крайови.

## Населення
За даними перепису населення 2002 року у селі проживали 243 особи, усі — румуни. Рідною мовою 242 особи (99,6%) назвали румунську.